# إصبع الجليل

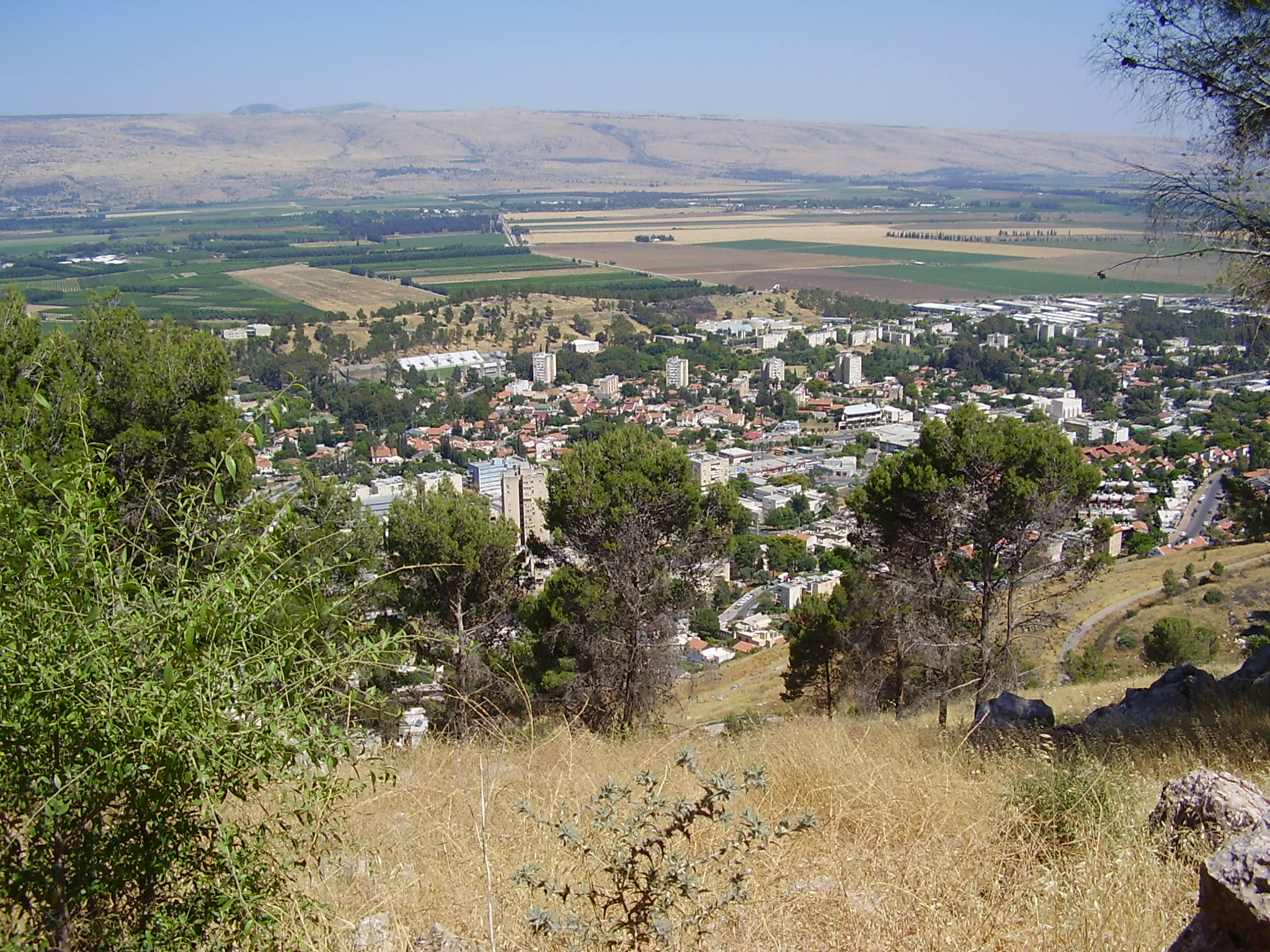
نظرة على كريات شمونة من ميتسبه ليران

هو مصطلح سياسي جغرافي يُطلق على منطقة المسار الحدودي الشمالي الشرقي للأراضي الفلسطينية المحتلّة، وذلك نسبة لشكلها الذي يشبه «الإصبع».
ومنطقة «إصبع الجليل» هي من نتاج ترسيم الحدود بين حكومتي الانتداب البريطاني على فلسطين والفرنسي على كل من سوريا ولبنان، عام 1923، عقب سبع سنوات من المحادثات الثنائية امتدت بين عامي 1916 و 1923، للاتفاق على صيغة مشتركة لترسيم الحدود بينهما وتحديد مناطق نفوذ كل منهما كدولتي انتداب.
ويضم إصبع الجليل أكثر من خمسة وعشرين مستوطنة يهودية منها الحدودية على الأراضي اللبنانية كالمطلة و‌كفار جلعادي وتل حاي بشمال غرب هذه البقعة، إضافة لمنطقة مرج الحولة الواقع شمال بحيرة طبريا على مسار نهر الأردن، ويضمّ مستوطنتي كريات شمونة القائمة على أراضي بلدة الخالصة الفلسطينية، وحتسور هجليليت في الجزء الجنوبي من المرج.
كما تحوي منطقة أقصى الجليل الأعلى داخل الخط الأخضر، منابع عدّة لنهر الأردن إلى الشمال الشرقي من مرج الحولة؛ وهي «بانياس» شرقاً، «دان» الذي ينبع من تل القاضي في الوسط، ونهر الحاصباني الذي ينبع من الجنوب اللبناني ويتجه جنوباً ليتحد بالنهرين السابقين في بحيرة الحولة التي قام الجانب الإسرائيلي بتجفيفها عام 1951.